# Acritispa
Acritispa is een geslacht van kevers uit de familie bladkevers (Chrysomelidae).
De wetenschappelijke naam van het geslacht werd in 1940 gepubliceerd door Uhmann.

## Soorten
- Acritispa dilatata (Uhmann, 1932)
- Acritispa germaini (Pic, 1925)